# Gryllacris achetoides
Gryllacris achetoides är en insektsart som först beskrevs av Lichtenstein 1796.  Gryllacris achetoides ingår i släktet Gryllacris och familjen Gryllacrididae. Inga underarter finns listade i Catalogue of Life.